# کوآنزیم بی
کوآنزیم بی (به انگلیسی: Coenzyme B) با فرمول شیمیایی C
۱۱H
۲۲NO
۷PS یک ترکیب شیمیایی با شناسه پاب‌کم ۳۵۰ و جرم مولی آن ۳۴۳٫۳۳۳۶۴۱ می‌باشد. این مولکول بویژه در واکنشهای آنزیمی متانوژنها نقش کوآنزیمی داشته موجب انتقال الکترون می‌شود.